# Чун, Джеки
Джеки Чун Хок-Яу (также Джеки Чунг/Чеунг/Чеун/Чён; англ. Jacky Cheung Hok-Yau, иер. 張學友, кант.-рус. Чён Хокъяу, кит.-рус. Чжан Сюэю; 10 июля 1961) — гонконгский певец (один из четырёх Небесных Царей кантопопа наряду с Энди Лау, Аароном Квоком и Леоном Лаем), актёр. Его карьера началась после победы на конкурсе 1984 года.

## Биография
Первоначально Ченг начал работать специалистом по бронированию в авиакомпании Cathay Pacific. Его музыкальная карьера началась, когда в 1984 году он выиграл районный конкурс вокалистов среди любителей 18-го Гонконга с песней Майкла Квана «Fatherland» (大地恩情). Он превзошел более 10 000 других участников. После победы в конкурсе он подписал контракт с тогдашней Polygram Records, теперь Universal Music Group. Несмотря на то, что он воодушевлен ярким стартом, он не смог добиться немедленного превосходства в кантопопе, где тогда доминировали Лесли Чунг, Алан Тэм, Анита Муи и Дэнни Чан. В 1985 году он получил свои первые две крупные награды вместе с премией RTHK Top 10 Gold Songs Awards 1985 года и премией Jade Solid Gold Top 10 Awards 1985 года.
В 1991 году он выпустил песню «Loving You More Every Day» (每天愛你多一些), переведенную версию японского хита Southern All Stars «Midsummer’s Fruit» (真夏の果実). Альбом True Love Expression (真情流露) в 1992 году, а также последующий выпуск Love Sparks (愛火花) в 1992 году разошелся тиражом более 400 000 копий только в Гонконге.
Его последующие альбомы включали Me and You 1993 года (我與你) и Born to be Wild 1994 года (餓狼傳說). В 1994 году на церемонии Billboard Music Awards в США он был назван самым популярным певцом в Азии. Он получил множество музыкальных наград как в Гонконге, так и в других местах, в том числе стал самым продаваемым китайским певцом на церемонии World Music Awards два года подряд в 1995 и 1996 годах, проходившей в Монако. В 1999 году Чунг также был избран одним из десяти самых выдающихся молодых людей мира.
Среди его хитов одними из самых известных были «Любовь», «Просто хочу провести с тобой свою жизнь» (只想一生跟你走) и «Прощай, поцелуй» (吻别). Альбом The Goodbye Kiss (吻别) был одним из самых продаваемых альбомов всех времен, достигнув больших продаж в Гонконге, Тайване и Юго-Восточной Азии, чем когда-либо прежде: в 1993 году было продано более 5 миллионов копий, что сделало его одним из В этом году журнал PolyGram вошел в десятку лучших артистов мира и стал первым азиатским артистом, сделавшим это. Это сделало его первым певцом без тайваньского гражданства, получившим тайваньскую премию Golden Melody Awards. Альбом также сыграл важную роль в том, чтобы помочь Ченгу выйти на рынок мандопопа. Из-за этих замечательных песен и альбомов Ченг обычно считается выдающимся участником Четырёх Небесных Королей Кантопопа. Некоторые источники считают его лучшим певцом из четырёх.
В 1995 году Ченг организовал свое рекордное мировое турне из 100 шоу под названием «Yau Hok Yau» (友學友), буквально игра слов «дружба Джеки Ченг», повторно используя те же китайские иероглифы, что и в его имени. Тур начался с 34 концертов с 8 апреля по 9 июня в Hong Kong Coliseum. Затем тур продолжился в Перте, Брисбен, Австралия, и вернулся в Тайбэй и материковый Китай. Затем он расширился до Мэдисон-Сквер-Гарден[22] в США, различных частях Европы, Сингапуре, Индии, Малайзии и Японии[21]. Business Week назвал его новым Майклом Джексоном.
В 1999 году он был назван одним из десяти выдающихся молодых людей мира по версии JCI (Junior Chamber International), всемирной федерации молодых специалистов и предпринимателей. В 2000 году он был награждён премией «Золотая игла» от RTHK. Эта награда, эквивалентная награде за жизненные достижения, признает выдающийся вклад в музыкальную индустрию. Он выразил свое удивление, получив награду, поскольку он был наименее опытным из ныне живущих лауреатов всего в 16 лет, и эта награда была присуждена певцам, продюсерам и авторам текстов, которые опоздали в своей карьере или находятся наполовину на пенсии, в которых он не был, но чтобы пресечь любую негативную огласку, он уточнил, что, согласно его исследованиям, такого рода оговорки не было.
В 2004 году Ченг выпустил Life Is Like A Dream, альбом, в котором Джеки был сопродюсером вместе с давним партнером по сотрудничеству Майклом Ау, а Джеки сочинил мелодию для всех песен и написал тексты для 3 песен.
Чеунг получил награду за самый продаваемый кантонский альбом на церемонии вручения наград IFPI в Гонконге в 2005 году со своим концертным альбомом Jacky Live Performance, который он принял лично впервые за многие годы. И это несмотря на плохие продажи билетов из-за того, что концерт должен был быть однодневным благотворительным концертом на природе, и тот факт, что Джеки впервые пытался петь в основном песни других исполнителей. На быстро меняющейся сцене канто-попа Ченг смог сохранить свою популярность и продажи на протяжении более 20 лет после своего дебюта, что не имеет себе равных в истории гонконгской поп-музыки.
В 2007 году Ченг устроил свое «Мировое турне Года Джеки Ченга 2007». Тур начался 18 февраля 2007 года в Колизее в Caesars Palace в Лас-Вегасе. Когда тур закончился в Гонконге 3 февраля 2008 года после гастролей по 58 городам мира, в общей сложности было дано 105 концертов, которые привлекли более 2 миллионов поклонников. 105 стало максимальным количеством выступлений в туре китайского артиста, побив предыдущий рекорд в 100, который ранее также был установлен Ченгом. В том же году он также выпустил альбом Mandopop By Your Side, в котором он был единственным исполнительным продюсером альбома впервые после того, как Майкл Ау внезапно уехал, чтобы продолжить свою карьеру в Пекине.
В 2009 году Ченг записал свой первый джазовый альбом Private Corner, для которого он придумал фразу «Canto-jazz». Альбом был спродюсирован Эндрю Туасоном. «Everyday Is Christmas», «Which Way, Robert Frost?», «Let It Go», «Lucky in Love» и «Double Trouble» были написаны Роксаной Симан в соавторстве с Туасоном специально для Ченга. «Lucky in Love» — финальная песня гонконгского фильма «Crossing Hennessy» с Джеки Чунгом и Тан Вэй в главных ролях, спродюсированного Биллом Конгом. Веб-сайт службы загрузки музыки Nokia (Ovi.com) объявил, что «Everyday Is Christmas» заняла 10-е место среди самых загружаемых рождественских песен в мире в 2010 году, наряду с такими классическими хитами, как «Last Christmas» Wham и «All I Want for Christmas is» Мэрайи Кэри. Ты". Ченг — единственный певец на китайском языке, попавший в десятку лучших.
В 2010 году Ченг начал свое мировое турне «Jacky Cheung 1/2 Century World Tour». Этот тур начался 30 декабря 2010 года в Шанхае и завершился в Гонконге 30 мая 2012 года. За 1 год и 5 месяцев его тур включал 5 стран, 77 городов, всего 146 концертов, более 2 800 000 зрителей. 146 стало максимальным количеством концертов за один тур китайского исполнителя. Предыдущий рекорд в 105 очков был также установлен Джеки Ченгом во время его мирового турне 2007—2008 годов. Мировое турне 2007 и 2010 годов возглавлял Эндрю Туасон в качестве музыкального директора Ченга. В начале того же года он также попробовал новые музыкальные стили. Его новый альбом Private Corner стал его первым джазовым альбомом в истории кантопопа. В нём также были представлены другие неосновные стили кантопопа, такие как струнный квартет, вальс и гимн. В специальное издание также был включен специальный стеклянный компакт-диск, также впервые в истории китайской поп-музыки. «Double Trouble» от Private Corner был одним из лучших номеров в «Jacky Cheung 1/2 Century World Tour».
В «Jacky Cheung 1/2 Century World Tour» он установил мировой рекорд Гиннеса по самой большой совокупной аудитории для живого выступления за 12 месяцев, собрав 2 048 553 зрителя. В течение первых 12 месяцев тура он проходил с 30 декабря 2010 г. по 29 декабря 2011 г. и включал 105 живых концертов в 61 городе Китая, США, Малайзии, Сингапура и Австралии.
Чеунг получил награду RTHK «金曲35周年榮譽大獎 Honor of Golden song 35th Anniversary Award» в 2012 году RTHK Top 10 Gold Songs Awards, поскольку у него наибольшее количество Золотых песен RTHK с момента учреждения награды.
В 2018 году он получил в Китае новое прозвище «Приманка для беглецов» или «Критонит для беглецов», поскольку его концерты привлекали разыскиваемых преступников в Китае, чтобы покупать билеты на его концерты в Китае. Он помог поймать 4 разыскиваемых преступников в период с апреля по июнь 2018 года во время китайского этапа мирового турне Ченга. В июне также были задержаны двое спекулянтов билетами.[27][28] Это также было частью его 233 шоу, мирового турне «Jacky Cheung A Classic Tour», которое затмевает предыдущий рекорд тура. Весь тур, который длился 27 месяцев с выступлениями в 97 городах, завершился 29 января 2019 года после серии из 15 концертов в Гонконге.

## Избранная фильмография
| Год  |   | Русское название                     | Оригинальное название                 | Роль                           |
| ---- | - | ------------------------------------ | ------------------------------------- | ------------------------------ |
| 2024 | ф | Таможенная война                     | Hai guan zhan xian                    | Чеунг Ван-нам                  |
| 2016 | ф | Из Вегаса в Макао 3                  | Du cheng feng yun III                 | Джей Си                        |
| 2016 | ф | Небеса во тьме                       | Am sik tin tong                       | Пастор То / Марко              |
| 2015 | ф | Гелиос                               | Chek dou                              | Профессор Сиу Чи-Ян            |
| 2015 | ф | Хранитель тьмы                       | Tor dei gui mou yan                   | Следующий Босс- Призрак        |
| 2013 | ф | Сложная история                      | Yat gor fuk jaap gu si                | Юк Чонг                        |
| 2010 | ф | Теплые летние дни                    | Chuen sing yit luen - yit lat lat     | Ва                             |
| 2010 | ф | 72 домовладельца                     | 72 ga cho hak                         | Чек Кин                        |
| 2010 | ф | Пересекая Хеннесси                   | Yut mun Hinneisi                      | Лой                            |
| 2009 | ф | Телохранители и убийцы               | Shi yue wei cheng                     | Профессор Ян Цюйюнь            |
| 2008 | ф | Прах времен – Возвращение            | Dung che sai duk redux                | Хун Цигун                      |
| 2005 | ф | Возможно, любовь                     | Ru guo · Ai                           | Мастер Цирка                   |
| 2004 | ф | Супермодель                          | Wo yao zuo model                      |                                |
| 2004 | ф | Кровные братья                       | Gong wu                               | Левая Рука                     |
| 2003 | ф | Дракон наготове                      | Lung gam wai 2003                     | Музыкант полицейского оркестра |
| 2003 | ф | Золотая курица 2                     | Gam gai 2                             | Куинси                         |
| 2002 | ф | Июльская рапсодия                    | Nam yan sei sap                       | Лам Ю-Квок                     |
| 1999 | ф | Жар дракона                          | Lung feng                             |                                |
| 1998 | ф | Анна Магдалена                       | On na ma dak lin na                   | Полицейский                    |
| 1995 | ф | Степень риска                        | Shu dan long wei                      | Фрэнки Лоун                    |
| 1994 | ф | Блюз частного детектива              | Fai seung ching taam                  | Детектив                       |
| 1994 | ф | Жить и умереть в Цимшацуй            | Xin bian yuan ren                     | А Лик                          |
| 1994 | ф | Доставка любви                       | Poh wai ji wong                       | камео                          |
| 1993 | ф | Прах времен                          | Dung che sai duk                      | Хун Цигун                      |
| 1993 | ф | История меча и сабли                 | Yi tian tu long ji                    |                                |
| 1993 | ф | Загадка любви                        | Fei yut mai ching                     |                                |
| 1993 | ф | Герои, стреляющие по орлам           | Se diu ying hung: Dung sing sai jau   | Хун Чи                         |
| 1993 | ф | Летающий кинжал                      | Shen Jing Dao yu Fei Tian Mao         | Рыжая Лисица                   |
| 1993 | ф | С парнями просто                     | Jui nam chai                          | У Ин                           |
| 1993 | ф | Полиция будущего                     | Chiu kap hok hau ba wong              | Брум Мен                       |
| 1993 | ф | Нет больше любви, нет больше смерти  | Tai Zi chuan shuo                     | Принц                          |
| 1992 | ф | Смертоносная женщина мечты           | Nu hei xia Huang Ying                 | Большой Нос Фу                 |
| 1992 | ф | Настоящая любовь                     | Zhen de ai ni                         |                                |
| 1992 | ф | Дни глупости                         | Ah Fei yu Ah Kei                      | А Кей / Кит                    |
| 1992 | ф | Безумный город                       | Yiu sau dou si                        | Линг                           |
| 1992 | ф | Лучший из лучших                     | Fei foo jing ying: Yan gaan yau ching | Ди                             |
| 1992 | ф | С тобой или без тебя                 | Ming yuet chiu Zim Dung               | Принц                          |
| 1991 | ф | Вечеринка многочисленной семьи       | Ho moon yeh yin                       | Джеки                          |
| 1991 | ф | Железная воля                        | Hak suet                              |                                |
| 1991 | ф | Китайская история призраков 3        | Sin nui yau wan III: Do do do         | Чи Чау                         |
| 1991 | ф | Однажды в Китае                      | Wong Fei-Hung                         | Зубастый Со                    |
| 1991 | ф | Рейд                                 | Chisamdik                             | Бобо Бир                       |
| 1991 | ф | Пройдохи против убийц                | Chi xian zhen bian ren                | Бат                            |
| 1991 | ф | Вне трассы                           | Ma lu ying xiong                      |                                |
| 1991 | ф | Китайская легенда                    | Zhui ri                               | Кар Ят-лон                     |
| 1990 | ф | Пуля в голове                        | Dip huet gai tau                      | Фай                            |
| 1990 | ф | Дикие дни                            | Ah fei jing juen                      | Зеб                            |
| 1990 | ф | Пуля наёмника                        | Ji dan chuet jo                       | Чан                            |
| 1990 | ф | Китайская история призраков 2        | Sin nui yau wan II                    | Чи Чау                         |
| 1990 | ф | Виртуоз                              | Siu ngo gong woo                      | Ауён Чхюнь                     |
| 1990 | ф | Карри и Пеппер                       | Ga lei lat jiu                        | Карри                          |
| 1990 | ф | Тысячелетний демон                   | Chin nin lui yiu                      | Капитан Мамбо                  |
| 1990 | ф | Лучший друг полицейских              | Jue biu yat juk                       | Цай Цзы-Цзян                   |
| 1989 | ф | Полицейский-коротышка                | Xiao xiao xiao jing cha               |                                |
| 1989 | ф | Семь воинов                          | Zung ji kwan jing                     | Чинг                           |
| 1989 | ф | Чудеса                               | Kei zik                               | клерк в очках                  |
| 1989 | ф | Высшее общество                      | Dan sun gwai zuk                      |                                |
| 1989 | ф | Счастливые парни                     | Fok sing lam moon                     |                                |
| 1989 | ф | Укротители вампиров                  | Jaau gwai daai shi                    | Тянь Яо                        |
| 1988 | ф | Восьмое счастье                      | Bat sing bou hei                      | Сэн                            |
| 1988 | ф | Клетка тигра                         | Dak ging to lung                      | детектив Фон Сёньяу            |
| 1988 | ф | Мать против матери                   | Nan bei ma da                         | Гуань Дяньсинь                 |
| 1988 | ф | Пока не высохнут слёзы               | Wong Gok ka moon                      | Вуин                           |
| 1988 | ф | Полицейский участок с привидениями 2 | Maang gwai hok tong                   | Кам Марк-К                     |
| 1988 | ф | Пары пары пары                       | Sam duei yuen yeung yat cheung chong  | Джон Чан                       |
| 1988 | ф | Моя мечта — твоя мечта               | Mung gwo gaai                         | Тан Тин-квонг                  |
| 1988 | ф | Полностью твой                       | Jui gaai lui sai                      | Счастливый Чан                 |
| 1988 | ф | Так держать, отель!                  | Jin zhuang da jiu dian                | Бадди Чеунг                    |
| 1987 | ф | Сестра Купидон                       | Tian ci liang yuan                    | Кит                            |
| 1987 | ф | Полицейский участок с привидениями   | Meng gui chai guan                    | Кам Марк-К                     |
| 1987 | ф | Двойное влечение                     | Yi luan qing mi                       |                                |
| 1986 | ф | Где офицер Туба?                     | Pi li da la ba                        |                                |
| 1986 | ф | Душа                                 | Lo neung gau so                       |                                |
| 1986 | ф | Предан тебе                          | Chi sam dik ngoh                      |                                |